# Refrescamiento de memoria
El refrescamiento de memoria es el proceso de la lectura periódica de información de un área de la memoria de computadora, e inmediatamente reescribir la información leída en la misma área sin modificaciones. Cada ciclo de refrescamiento de memoria refresca una sucesiva área de la memoria. El refrescamiento es más frecuentemente asociado con la moderna memoria dinámica de acceso aleatorio (DRAM). Sin embargo, varias tecnologías tempranas memorias de computadora también requirieron procesos periódicos similares en propósito. Estas tecnologías incluyeron la memoria de línea de retardo y el tubo Williams.
Compare con la memoria de núcleo magnético en la que cada celda de memoria necesita ser refrescada después de ser leída, pero no son necesarios refrescamientos periódicos. También, vea la memoria estática de acceso aleatorio (SRAM) que es usada en aplicaciones similares a las de la memoria dinámica de acceso aleatorio, pero no requiere refrescamiento (de ahí la etiqueta de estática en vez de dinámica).